# 500 يوم مع سمر
500 يوم من الصيف (بالإنجليزية: (500) Days of Summer)‏ هو فيلم كوميديا ودراما أمريكي 2009، كتبه سكوت نوستاتدر ومايكل ويبر وأخرجه مارك ويب. الفيلم من بطولة جوزيف جوردون-ليفيت وزوي ديشانيل..
عرض الفيلم في مهرجان سندانس السينمائي في 2009، وحقق نجاحاً لدى الجمهور وتلقى تصفيق مع الوقوف عند المهرجان. ثم عرض لاحقاً في دور العرض في الولايات المتحدة والمملكة المتحدة وأيرلندا وأستراليا.
حقق الفيلم نجاحاً كبير بعد عرضه. حيث تلقى إشادة عالمية من النقاد، وتجاوزت إيراداته 70 مليون$، مقابل ميزانيته التي لم تتعدى 7.5 مليون$. العديد من النقاد أشادوا أنه واحد من أفضل أفلام 2009.
تلقى الفيلم العديد من الترشيحات والجوائز، منها «جائزة ستلايت لأفضل سيناريو أصلي» لسكوت نوستاتدر ومايكل ويبر والتي تقدمها أكاديمية الصحافة الدولية، وجائزة الروح المستقلة لأفضل سيناريو، العديد من الترشيحات المهمة أيضاً منها اثنان عند الحفل السابع والستين لتوزيع جوائز الغولدن غلوب الأول كأفضل فيلم موسيقي أو كوميدي، لكنه خسره لصالح The Hangover. والثاني كأفضل ممثل في فيلم سينمائي موسيقي أو كوميدي، لكنه خسر لصالح روبرت داوني جونير لدوره في شارلوك هولمز.

## طاقم التمثيل

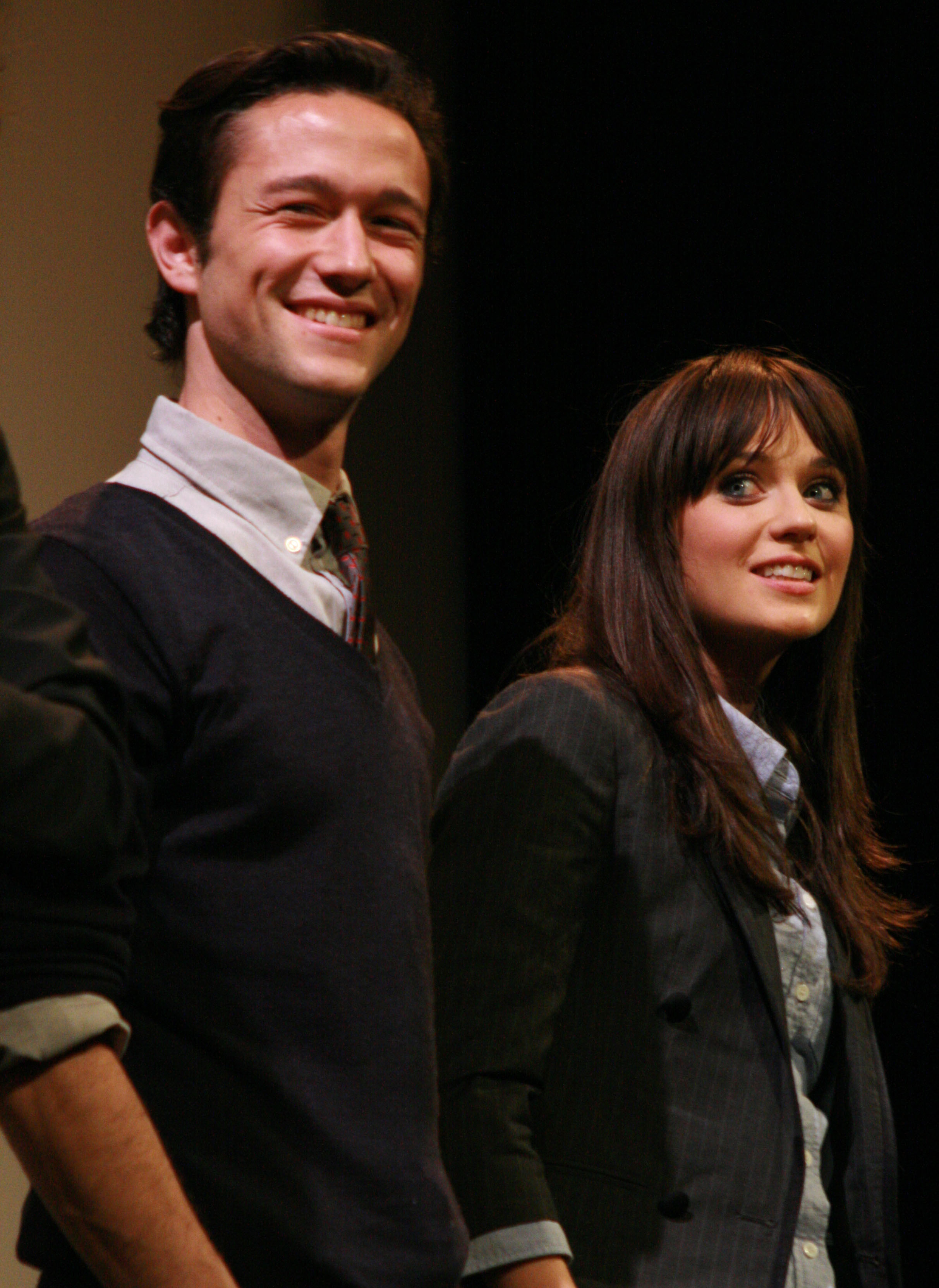
جوزيف جوردن وديسكانل

- جوزيف جوردون-ليفيت بدور توم هانسن.
- زوي ديسكانل بدور سمر فاين.
- كلوي موريتز بدور رايتشل هانسن (أخت توم الصغرى).
- جيفري اريند بدور ماكينزي (زميل توم في العمل)
- ماثيو جراي جبلر بدور باول (صديق توم).
- كلارك جريج بدور فانس (رئيس توم).
- راتشل بوستون بدور أليسون (موعد توم الأول).
- مينكا كيلي بدور أتومن.
- باتريشيا بيلكر بدور ميلي.
- ريتشارد ماكجوناجل بدور (الراوي).

## وصلات خارجية
- الموقع الرسمي
- 500 يوم مع سمر في قاعدة بيانات الأفلام العربية
- 500 يوم في الصيف على موقع IMDb (الإنجليزية)
- 500 يوم في الصيف على موقع ميتاكريتيك (الإنجليزية)
- 500 يوم في الصيف على موقع روتن توميتوز (الإنجليزية)
- 500 يوم في الصيف على موقع نتفليكس (الإنجليزية)
- 500 يوم في الصيف على موقع قاعدة بيانات الأفلام العربية
- 500 يوم في الصيف على موقع ألو سيني (الفرنسية)
- 500 يوم في الصيف على موقع Turner Classic Movies (الإنجليزية)
- 500 يوم في الصيف على موقع أول موفي (الإنجليزية)
- 500 يوم في الصيف على موقع بوكس أوفيس موجو (الإنجليزية)
- 500 يوم في الصيف على موقع فيلمافينيتي (الإسبانية)